# Naomi Ragen
Naomi Ragen (în ebraică נעמי רגן, născută la 10 iulie1949 la Brooklyn, New York City) este o scriitoare și dramaturgă israeliană de limbă engleză, activistă pentru drepturile femeilor, născută în Statele Unite, autoare de romane, majoritatea best sellers, traduse în Israel din engleză în ebraică.    
Scrierile ei descriu adesea aspecte ale vieții, precum și ale condiției femeii în mediul evreiesc religios și ultraortodox sau „haredit”.  

## Biografie
Naomi Ragen s-a născut în anul 1949 la Brooklyn, New York, sub numele de Naomi Terlinski. Mama ei era a doua generație în Statele Unite
provenind din emigranți evrei veniți din Polonia între cele două războaie mondiale. Tatăl ei a venit și el in perioada interbelică din Ucraina.  Rogen are un frate mai mare cu șase ani. La vârsta de șase ani tatăl ei a murit si in copilarie ea a trăit în condiții relativ precare. A studiat la o școala evreiască religioasă și privată. Ulterior a  terminat licența în limba engleză la City University din New York (Brooklyn College) și a învățat în paralel pedagogia la un seminar pedagogic evreiesc ultraortodox și s-a întreținut din imprimarea unor lucrări de titluri universitare . În anul al doilea de facultate ea l-a cunoscut pe Alex Ragen, absolvent de ieșivă și masterand în economie. Ei s-au căsătorit în anul 1969 iar după doi ani, în 1971 au emigrat în Israel, stabilindu-se la Ierusalim.
În 1978 Naomi Ragen a terminat cu magnum cum laude titlul al doilea în literatură la Universitatea Ebraică din Ierusalim. 
Scriitoarea este evreică practicantă a religiei,și are patru copii, două fete și doi băieți, cel mai tânăr dintre băieți, Akiva Ragen, fiind și el om de litere.
Ragen are o rubrică a ei în ziarul israelian de limba engleză Jerusalem Post.

## Cariera literară
Primele romane ale lui Naomi Ragen descriu viața unor femei evreice ultraortodoxe din Israel si Statele Unite, abordand tematici ce nu au mai fost în trecut abordate în literatura acestui sector de populație:abuzuri față de soție (Fiica lui Iefta 1989), adulterul (Atrasă vei fi către bărbatul tău, în versiunea engleză Sotah - adică „Perversă” 1992) și violul (Jertfa Tamarei, 1995)
Următorul ei roman (Fantoma Hannei Mendes 1998) este povestea unei familii de origine sefardă-portugheză care își redescoperă vocația iudaică datorită spiritului înaintașei ei din veacul al XVI-lea, Dona Gracia Mendes Nassi.
Lanțuri în jurul ierbii (2002) este un roman semi-autobiografic care tratează despre eșecul visului american
În Legământul (2004) Ragen prezintă o familie de rând confruntată cu terorismul islamist.
Soție de shabat (2007) este istoria unei sotiei nesupuse a unui rabin, se inspiră ușor de romanul lui Gustave Flaubert, Madame Bovary, și este o satiră a ultraortodoxiei evreiești din zilele noastre.
Cântarea a zecea (2010) este povestea unei familii a cărei viață este zguduită de falsa acuzație de terorism adusă capului familiei.
Surorile Weiss (2013) este un roman despre două surori născute într-o familie ultraortodoxă evreiască din Brooklyn-ul anilor 1950.
iar Diavolul la Ierusalim (2015) este un roman polițist având ca eroină detectiva Bina Tzedek.

### Teatru
Minyan de femei (2001) este o piesă de teatru a lui Ragen despre o femeie evreică ultraortodoxă („haredită”) care fuge de soțul ei adulter și violator.  Ea descoperă că el a calomniat-o, manipulând tribunalele religioase, pentru a o priva de dreptul de a mai comunica cu cei doisprezece copii ai lor. Intriga romanului se bazează pe un caz autentic. Piesa a fost jucata vreme de sase ani consecutiv pe scena Teatrului național Habima din Tel Aviv  și a fost reprezentată și în Statele Unite, Canada și Argentina.

## Cărți
- 1989 - Jephte's Daughter -Bat Iftakh (Fiica lui Iefta) tradusă în ebraică de Ada Paldor -1998 - (romanul a fost scris în Statele Unite, în Valea Silicon, unde se afla la studii soțul ei) - s-a bucurat de succes in SUA și în Marea Britanie
- 1992 -Sotah (din ebraică - sotá = Perversă) în ebraică: V'el ishékh teshukatékh -1995  (Atrasă vei fi către bărbatul tău - titlu după Facerea 3,16) în traducerea lui Ada Paldor
- 1995 - Sacrifice of Tamar -  Akedàt Tamàr 1997 - (Jertfirea Tamarei) (aluzie la „Akedá ”- Jertfirea lui Isaac din Biblie) tradusă în ebraică de Ada Paldor
- 1998 - The Ghost of Hannah Mendes (Fantoma Hannei Mendes)- Beyadekéh afkid rukhí
- 2001 -  Chains Around the Grass (Lanțuri în jurul ierbii) - Sipur amerikayi (în versiunea ebraică - Poveste americană)- tradusă în ebraică de Ada Paldor
- 2004 -The Covenant -   Habrit (Legământul),  tradusă în ebraică de Ada Paldor
- 2007 -   The Saturday Wife (Soția de sâmbătă) -  Ezer k'negdó - tradusă în ebraică de Yael Akhmon
- 2011 -  The Tenth Song Hashir haassirí (Cântarea a zecea) tradusă în ebraică de Ada Paldor (
- 2012 -   The Sisters Weiss - (Surorile Weiss)  Kmihá leÈden - tradusă în ebraică de Ada Paldor
- 2015 -  The Devil in Jerusalem  -  Satan birushalaiym (Diavolul la Ierusalim)

## Piese de teatru
- 2001 - Women's Minyan  (Minyan Nashim)- Minyan de femei